# Новоукраїнка (Генічеський район)
Новоукраї́нка — село в Україні, у Новотроїцькій селищній громаді Генічеського району Херсонської області. Населення становить 91 осіб.

## Географія
Село розташоване за 65 км від адміністративного центру громади. Площа: 34,97 км².

## Історія
На місці теперішнього села на початку ХХ століття знаходилась економія поміщика Павла Сисоєва.
Село Новоукраїнка почало забудовуватися у 1923 році. Першими його мешканцями стали переселенці з Агайман.
У 1928 році в селі було створено товариство спільного обробітку землі. У 1930 році розпочав свою діяльність колгосп «Червоний робітник». У 1951 році колгосп було приєднано до Новорепівки.
З 14 вересня 1941 року по 29 жовтня 1943 року Новоукраїнка перебувала в німецькій окупації.
12 червня 2020 року, відповідно до розпорядження Кабінету Міністрів України № 713-р «Про визначення адміністративних центрів та затвердження територій територіальних громад Запорізької області», увійшло до складу Новотроїцької селищної громади.
17 липня 2020 року, в результаті адміністративно-територіальної реформи та ліквідації  Новотроїцького району, увійшло до складу Генічеського району.
24 лютого 2022 року село тимчасово окуповане російськими військами під час російсько-української війни.